# Richard Fichte
Richard Emil Fichte (* 22. Juli 1896 in Frankenthal (Sachsen); † 12. Januar 1982) war ein deutscher Geschäftsmann, Schriftsteller und Essayist.

## Leben
Er war ein Nachfahre von Johann Gottlieb Fichte. Nach dem Studium an den Universitäten Leipzig und Breslau versuchte er als junger Mann zunächst mit dem eigenen Fichte-Verlag und Publikationen über das deutsche Handwerk und Arbeits- und Steuergesetze in Dresden Fuß zu fassen. In den 1920er Jahren wechselte er als Geschäftsmann nach Chemnitz, wo er das Kristallhaus Fichte in der Königstraße mit einem zweiten Geschäft in der Zimmerstraße betrieb. Zum 1. Dezember 1929 trat er der NSDAP bei (Mitgliedsnummer 175.007). Nachdem er sich im Februar 1932 öffentlich über die Disziplinlosigkeit und Unfähigkeit von Martin Mutschmann äußerte, wurde er Dezember 1932 als Amtsleiter aus der NSDAP ausgeschlossen. In einem Brief an die Reichsregierung bekundete er gleichwohl 1934 öffentlich seinen Judenhass.
Fichte gab das Kristallhaus auf, zog sich aus der Großstadt zurück und verbrachte die Jahre zwischen 1937 und 1946 in der Abgelegenheit des Erzgebirges in Fällbach bei Steinheidel. Er bezeichnete sich als Kämpfer gegen „das Gemeine, das Schamloße, das Abstoßende“ in der Kunst. In Fällbach war er ein Nachbar des zwei Jahre älteren Schriftstellers Kanut Schäfer (1894–1971).
Nach dem Zweiten Weltkrieg wurde ihm im Zuge der Bodenreform eine Neubauernstelle in Steinheidel zugeteilt, die ihm allerdings wohl unter Verweis auf seine frühere NSDAP-Mitgliedschaft wieder entzogen wurde, wogegen er 1947 mit Hilfe des Rechtsanwalts Dr. Leuthold eine Beschwerde beim Sächsischen Landtag einreichte. Eine weitere Eingabe richtete sich gegen die Entnazifizierung. Zu Beginn der 1950er Jahre lebte er als Schriftsteller in West-Berlin, wo er u. a. mehrere Kunstbücher herausgab, darunter 1981 bereits im Alter von 85 Jahren sein Vermächtnis betreffendes Buch „Kunst und Kulturverfall“.

## Werke
- Sind die Gesetze seit dem 9. November 1918 rechtsverbindlich? Mit Urteilen der hervorragendsten Juristen und Staatsrechtslehrer, Dresden [1919]
- Deutsches Handwerkerbuch, Dresden 1919
- Deutsches Handwerkerbuch mit einer gemeinverständigen Darstellung des neuen Arbeits- und Steuerrechts sowie aller einschlägigen Verordnungen und Gesetzen seit dem 9. November 1918, 2. Aufl. Berlin/Leipzig 1921
- Die große Zeit im Deutschen Handwerk, Berlin 1922
- Die Errettung Deutschlands. Eine Stimme aus dem Grabe, Freiberg i. Sa. 1932